# The View
The View es una banda escocesa de indie rock, la cual ha incorporado varios estilos, tales como el punk, pop, rock alternativo, pop punk, powerpop, folk, y acústica en su música.

## Discografía

### Álbumes de estudio
| Año                                    | Detalles del Álbum | Posiciones en las listas | Posiciones en las listas | Certificación (ventas) |
| Año                                    | Detalles del Álbum | R.U.                     | Irlanda                  | Certificación (ventas) |
| -------------------------------------- | --- | ------------------------ | ------------------------ | ---------------------- |
| 2007                                   | Hats Off to the Buskers - Fecha de Lanzamiento: 22 de enero de 2007 - Discográfica: 1965 Records - Formatos: CD, descarga digital | 1                        | 3                        | - UK: Platino          |
| 2009                                   | Which Bitch? - Fecha de Lanzamiento: 2 de febrero de 2009 - Label: 1965 Records - Formatos: CD, Descarga digital                  | 4                        | –                        | –                      |
| 2011                                   | Bread and Circuses - Fecha de Lanzamiento: 14 de marzo de 2011 - Discográfica: 1965 Records - Formatos: CD, Descarga digital      | 14                       | 88                       | –                      |
| "—" indica que no entró en los charts. | |                          |                          |                        |

### Extended plays
| Año  | Título                                                                                      |
| ---- | ------------------------------------------------------------------------------------------- |
| 2006 | The View EP - Fecha de Lanzamiento: marzo de 2006 - Discográfica: Two Thumbs - Formatos: CD |

### Sencillos
| Año                                | Sencillo                  | Posiciones en listas | Álbum                   |
| Año                                | Sencillo                  | R.U.                 | Álbum                   |
| ---------------------------------- | ------------------------- | -------------------- | ----------------------- |
| 2006                               | "Wasted Little DJs"       | 15                   | Hats Off to the Buskers |
| 2006                               | "Superstar Tradesman"     | 15                   | Hats Off to the Buskers |
| 2007                               | "Same Jeans"              | 3                    | Hats Off to the Buskers |
| 2007                               | "The Don" / "Skag Trendy" | 33                   | Hats Off to the Buskers |
| 2007                               | "Face for the Radio"      | 69                   | Hats Off to the Buskers |
| 2008                               | "5Rebbeccas"              | 57                   | Which Bitch?            |
| 2009                               | "Shock Horror"            | 64                   | Which Bitch?            |
| 2009                               | "Temptation Dice"         | –                    | Which Bitch?            |
| 2010                               | "Sunday"                  | –                    | Bread and Circuses      |
| 2011                               | "Grace"                   | 123                  | Bread and Circuses      |
| 2011                               | "I Need That Record"      | –                    | sencillo sin álbum      |
| "—" indica que no entró en listas. |                           |                      |                         |